# Gregory Rousseau
Gregory Rousseau (* 5. April 2000 in Coconut Creek, Florida) ist ein US-amerikanischer American-Football-Spieler auf der Position des Defensive Ends. Aktuell spielt er bei den Buffalo Bills in der National Football League (NFL).

## Frühe Jahre
Rousseau wuchs in Südflorida auf und besuchte die Champagnat Catholic High School in Hialeah, Florida. Dort war er in der Footballmannschaft aktiv und wurde dabei als Spieler vielseitig eingesetzt, primär als Wide Receiver und als Safety. Dabei konnte er in seinem dritten Jahr den Ball noch für 467 Yards und 9 Touchdowns fangen, während er in seinem letzten Jahr primär in der Defense eingesetzt wurde und dabei 80 Tackles und 10 Sacks verzeichnete. Mit seiner Mannschaft konnte er unter anderem die Class 2A Meisterschaft im Staat Florida gewinnen. Nach seinem Highschoolabschluss erhielt er ein Stipendium der University of Miami aus Florida, für die er von 2018 bis 2020 ebenfalls in der Footballmannschaft aktiv war. In seinem ersten Jahr wurde er allerdings geredshirted und kam nur in einem Spiel zum Einsatz. Daraufhin kam er allerdings 2019 als Stammspieler zum Einsatz. 2020 entschied er sich, die Möglichkeit des Opt-outs aufgrund der COVID-19-Pandemie wahrzunehmen. So kam er letzten Endes nur auf eine volle Saison als Spieler für seine Universität und kam in insgesamt 14 Spielen zum Einsatz, bei denen er 59 Tackles und 15,5 Sacks verzeichnete. Für Miami wurde er nun zumeist als Defensive End eingesetzt. Für seine Leistungen während der Saison 2019 erhielt er auch einige Auszeichnungen, so wurde er ins First-Team All-ACC und zum ACC Defensive Rookie of the Year gewählt. Des Weiteren wurde er ins All-American-Team der Freshman gewählt.

## NFL
Beim NFL Draft 2021 wurde Rousseau in der 1. Runde an 30. Stelle von den Buffalo Bills ausgewählt. Sein NFL-Debüt gab er direkt am 1. Spieltag der Saison 2021. Bei der 16:23-Niederlage gegen die Pittsburgh Steelers stand er in der Startformation und konnte 2 Tackles verzeichnen. Direkt am 2. Spieltag konnte er beim 35:0-Sieg gegen die Miami Dolphins seine ersten zwei Sacks in der NFL an Quarterback Jacoby Brissett verzeichnen. Am 5. Spieltag gelang ihm beim 38:20-Sieg gegen die Kansas City Chiefs erneut ein Sack, dazu konnte er auch die erste Interception seiner Karriere von Quarterback Patrick Mahomes fangen. Zusätzlich gelangen ihm in dem Spiel fünf Tackles. Aufgrund dieser Leistung wurde er als AFC Defensive Player of the Week von der NFL ausgezeichnet. Bei der 15:41-Niederlage gegen die Indianapolis Colts konnte er am 11. Spieltag sogar sieben Tackles verzeichnen, bis dato sein Karrierehöchstwert. Am 17. Spieltag schließlich konnte er beim 29:15-Sieg gegen die Atlanta Falcons erneut einen Sack verzeichnen, diesmal an Quarterback Matt Ryan, und dabei auch einen Fumble erzwingen. Insgesamt entwickelte sich Rousseau schon in seiner Rookie-Saison zum festen Stammspieler in der Defense der Bills und kam in allen 17 Saisonspielen als Starter zum Einsatz. Da die Bills in dieser Saison 11 Spiele gewannen und nur 6 verloren, konnten sie sich für die Playoffs qualifizieren. Dort gab Rousseau beim 47:17-Sieg gegen die New England Patriots in der Wildcard-Runde sein Debüt, bei dem er auch zwei Tackles verzeichnen konnte. Allerdings unterlagen die Bills in der folgenden Divisional-Runde den Kansas City Chiefs mit 36:42 nach Overtime, sodass sie aus den Playoffs ausschieden.
Auch in die Saison 2022 ging Rousseau als Starter der Bills. Allein in den ersten vier Saisonspielen konnte er mehr Sacks verzeichnen als in der ganzen Vorsaison, insgesamt gelangen ihm fünf Sacks in vier Spielen. Am 9. Spieltag zog er sich bei der 17:20-Niederlage gegen die New York Jets eine Knöchelverletzung zu, aufgrund der er die nächsten drei Saisonspiele verletzungsbedingt verpasste. Am 14. Spieltag konnte er dann beim 20:12-Sieg gegen die New York Jets insgesamt zwei Sacks verzeichnen, einen an Mike White und einen an Joe Flacco. Mit insgesamt acht Sacks in der Saison verzeichnete Rousseau gemeinsam mit Linebacker Von Miller die meisten in seinem Team in der Saison. Auch in der Saison 2022 konnten die Bills in die Playoffs einziehen. Dort besiegten sie in der Wildcard-Runde die Miami Dolphins, schieden jedoch nach einer 10:27-Niederlage gegen die Cincinnati Bengals in der Divisional-Runde aus. Rousseau kam in beiden Spielen als Starter zum Einsatz und verzeichnete dabei vier Tackles.

## Karrierestatistiken

### Regular Season
| Saison                             | Team             | Spiele | Spiele  | Tackles | Tackles | Tackles | Tackles | Tackles | Interceptions | Interceptions | Interceptions | Interceptions | Interceptions | Interceptions | Fumbles | Fumbles | Fumbles |
| Saison                             | Team             | Gesamt | Starter | Gesamt  | Solo    | Assist  | Sack    | Safety  | PD            | Int           | Yards         | Avg           | Lang          | TD            | FF      | FR      | TD      |
| ---------------------------------- | ---------------- | ------ | ------- | ------- | ------- | ------- | ------- | ------- | ------------- | ------------- | ------------- | ------------- | ------------- | ------------- | ------- | ------- | ------- |
| 2021                               | Bills            | 17     | 17      | 50      | 42      | 8       | 4,0     | 0       | 4             | 1             | 3             | 3,0           | 3             | 0             | 1       | 0       | 0       |
| 2022                               | Bills            | 13     | 13      | 37      | 27      | 10      | 8,0     | 0       | 4             | 0             | 0             | 0,0           | 0             | 0             | 1       | 0       | 0       |
| 2023                               | Bills            | 16     | 16      | 42      | 30      | 12      | 5,0     | 0       | 4             | 0             | 0             | 0             | 0             | 0             | 1       | 1       | 0       |
| Gesamte Karriere                   | Gesamte Karriere | 46     | 46      | 129     | 99      | 30      | 17,0    | 0       | 12            | 1             | 3             | 3,0           | 3             | 0             | 3       | 1       | 0       |
| Quelle: pro-football-reference.com |                  |        |         |         |         |         |         |         |               |               |               |               |               |               |         |         |         |

### Postseason
| Saison                             | Team             | Spiele | Spiele  | Tackles | Tackles | Tackles | Tackles | Tackles | Interceptions | Interceptions | Interceptions | Interceptions | Interceptions | Interceptions | Fumbles | Fumbles | Fumbles |
| Saison                             | Team             | Gesamt | Starter | Gesamt  | Solo    | Assist  | Sack    | Safety  | PD            | Int           | Yards         | Avg           | Lang          | TD            | FF      | FR      | TD      |
| ---------------------------------- | ---------------- | ------ | ------- | ------- | ------- | ------- | ------- | ------- | ------------- | ------------- | ------------- | ------------- | ------------- | ------------- | ------- | ------- | ------- |
| 2021                               | Bills            | 2      | 2       | 3       | 2       | 1       | 0,0     | 0       | 0             | 0             | 0             | 0,0           | 0             | 0             | 0       | 0       | 0       |
| 2022                               | Bills            | 2      | 2       | 4       | 3       | 1       | 0,0     | 0       | 0             | 0             | 0             | 0,0           | 0             | 0             | 0       | 0       | 0       |
| 2023                               | Bills            | 2      | 2       | 5       | 2       | 3       | 1,0     | 0       | 0             | 0             | 0             | 0             | 0             | 0             | 0       | 0       | 0       |
| Gesamte Karriere                   | Gesamte Karriere | 6      | 6       | 12      | 7       | 5       | 1,0     | 0       | 0             | 0             | 0             | 0,0           | 0             | 0             | 0       | 0       | 0       |
| Quelle: pro-football-reference.com |                  |        |         |         |         |         |         |         |               |               |               |               |               |               |         |         |         |